# Grupo das Oito

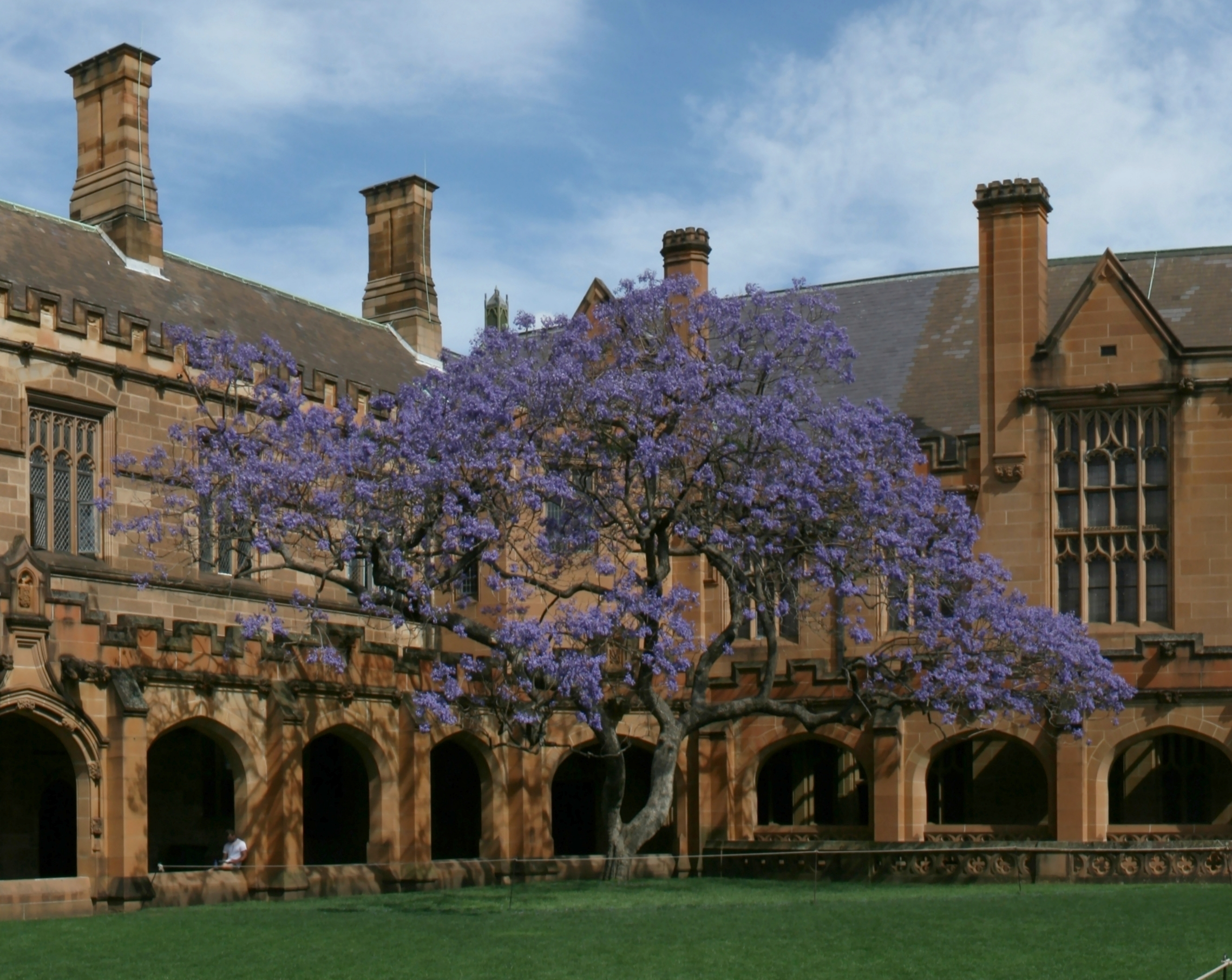
O Quadrangle da Universidade de Sydney. O arquiteto Edmund Blacket projetou esses edifícios de arenito em estilo neogótico, concluídos em 1862. A árvore de jacarandá-mimoso em plena floração tem grande valor sentimental dentro da Universidade.

O Grupo das Oito (em inglês:  Group of Eight) é uma associação de oito universidades australianas de prestígio e que mantêm grandes investimentos em pesquisa. A fundação da associação ocorreu em 1999 e tem semelhança com a Ivy League que reúne oito universidades do nordeste dos Estados Unidos.

## Membros
Os membros do Grupo das Oito são:
- Universidade de Adelaide, em Adelaide, Austrália Meridional, fundada em 1874;
- Universidade Nacional Australiana, em Camberra, Território da Capital Australiana, fundada em 1946;
- Universidade de Melbourne, em Melbourne, Victoria, fundada em 1853;
- Universidade Monash, em Melbourne, Victoria, fundada em 1958;
- Universidade de Nova Gales do Sul, em Sydney, Nova Gales do Sul, fundada em 1949;
- Universidade de Queensland, em Brisbane, Queensland, fundada em 1909;
- Universidade de Sydney, em Sydney, Nova Gales do Sul, fundada em 1850;
- Universidade da Austrália Ocidental, em Perth, Austrália Ocidental, fundada 1911.